# Indira Kanwar
Indira Kanwar (1696 - 1763) fue emperatriz consorte del Imperio mogol, como segunda esposa del emperador Farrukhsiyar. Éste fue el último soberano mogol en casarse con una princesa Rajput. Ella abandonó el harén imperial después de la muerte de su marido, regresando a la casa de su padre. Antes de fallecer abandonó el islam para volver al hinduismo.
Nació con el nombre de Rajkumari Marwar, como hija de Ajit Singh y de su primera esposa Rani Udot Kanwarji, hija del marajá Shri Gaj Singh Sahib. Fue hermana de Bakht Singh y Abhai Singh, futuros gobernadores del estado de Jodhpur.

## Familia
Indira Kanwar nació en 1696, con el nombre de «Maharajkumari Shri Indira Kanwar Baiji Lall Sahiba», como hija de Ajit Singh, marajá de Marwar (más tarde, Jodhpur), actual Rajasthan. Su madre fue Shri Rani Udot Kanwarji Maji Sahiba, hija del marajá Shri Gaj Singh Sahib. También era pariente de Taj bibi Bilqis Makani, esposa del emperador Shah Jahan.

## Matrimonio
Su padre, Ajit Singh, había expulsado a los funcionarios imperiales de su estado durante las guerras de sucesión, y había capturado Ajmer. Husain Ali Khan fue enviado a luchar contra él. No obstante, el emperador (a instancias de sus favoritos que eran hostiles a los Sayyid), alentó, en secreto, a Ajit para que ofreciera resistencia a las tropas imperiales. Sin embargo, su resistencia fue en vano. Husain Ali invadió Jodhpur y Ajit Singh fue obligado a enviar a su hijo Abhay Singh como rehén y a casar a su hija con Farrukhsiyar. A causa de la ansiedad de Husain Ali por volver a la corte imperial, no fue capaz de esperar en Rajputana hasta que el rajá Ajit Singh terminara los preparativos necesarios para enviar a su hija a Delhi. Cuando la disputa con los Sayyid se disipó y Husain Alí emprendió su viaje hacia Dakhin, Shaista Khan (el tío materno del emperador) fue enviado a Rajputana, el 15 de mayo de 1715, para buscar a la princesa a su casa de Jodhpur. Llegó con ella a Nueva Delhi el 23 de septiembre de 1715, erigiéndose lujosas tiendas de campaña para ofrecerle una fastuosa recepción. Ella fue enviada a la mansión de Amir ul-Umara, y los preparativos de la boda fueron encargados a Qutb-ul-Mulk. Cuatro días antes, el emperador reparó la mansión de Amir ul-Umara y ella fue admitida en la fe del Islam. Esa misma noche, se realizó el rito matrimonial oficiado por Shaista Khan, el jefe Qadí, y a la novia se le entregaron 2000 monedas de oro como dote matrimonial.
Los regalos del novio para la novia fueron elegidos por la madre del emperador, y fueron enviados a los aposentos de la novia el 11 de diciembre de 1715. Durante el decimosexto día de celebración, se adornaron los pies y las manos de la novia con motivos de henna. El 17 de diciembre de 1715, la totalidad de Diwan-i-am y el jardín, a ambos lados del camino palaciego, y la llanura hacia el Jamuna se iluminó con faroles colocados en pantallas de bambú. Sobre las 9 de la noche, Farrukhsiyar salió por la Puerta de Delhi del palacio, sentado en una silla de mano, llevando la ropa regalada por Ajit Singh. El emperador iba precedido de mujeres cantoras y bailarinas, y se usaron fuegos artificiales. El emperador entró en casa de Amir ul-Umara y decidió no cumplir con la ceremonia islámica habitual, ya que los asistentes eran tanto hindúes como musulmanes. Un hecho que causó mucho asombro fue la ofrenda de una bebida hecha a base de agua de rosas, opio y azúcar. Esta mezcla fue esparcida sobre ellos por los Rajput, usando como pretexto que era una costumbre de su país. Muchos mahometanos la bebieron, pero otros se negaron. En la ceremonia nupcial se ofreció a la novia una bandeja elaborada con oro y repleta de piedras preciosas: diamantes, esmeraldas, topacios y perlas. Farrukhsiyar y su nueva esposa regresaron a palacio por la Puerta de Lahore, ya que se consideraba de mala suerte entrar y salir por la misma puerta. Las festividades duraron un mes.
La consumación del matrimonio se retrasó un mes debido a una enfermedad que padecía Farukhsiyar. El emperador sufría de hemorroides. Fue en esa ocasión cuando se requirieron los servicios de William Hamilton, un cirujano inglés.

## Restauración
En el momento en que partió de Delhi, Ajit Singh fue designado para comandar la vanguardia del ejército imperial. Entonces él comenzó a excusarse, diciendo que si abandonaba a su hija, Indira, ella se envenenaría o su nombre y su fama serían atacados. Cediendo a estas súplicas, Abdullah Khan la hizo dama de su padre. Ella se realizó una ceremonia de purificación en la religión hindú y renunció a su atuendo musulmán. Después, toda su fortuna fue enviada a su país natal, Jodhpur. Esto provocó una gran indignación entre los musulmanes, sobre todo en la clase más ortodoxa. El Qadí emitió una Fatwa que decía que el retorno de un converso se oponía a la ley del Islam. Pero, a pesar de esto, Abdullah Khan insistió en conciliar a Ajit Singh, aunque nunca antes se había restaurado a una princesa Rajput a su propio pueblo después de entrar a formar parte del harén imperial.